# Banque de l'Algérie
Ne pas confondre avec Banque (centrale) d'Algérie (post-indépendance).
« Banque de l'Algérie et de la Tunisie » redirige ici. Ne pas confondre avec Banque centrale de Tunisie.
La Banque de l'Algérie est une institution financière et monétaire fondée en 1851 et démantelée en 1963,  dépendant de la Banque de France. Destinée à gérer la politique monétaire et financière en Algérie, alors sous domination française, la banque est créée sous la IIe République, par une loi adoptée le 4 août 1851 par l'Assemblée nationale législative et promulguée le 8 août par Louis-Napoléon Bonaparte, alors président de la République. Il s'agit alors d'une banque d'escompte, de circulation et de dépôt ayant la forme d'une société anonyme au capital de trois millions de francs — représentés par six mille actions de cinq cents francs — et à laquelle est concédé — initialement pour vingt ans — le privilège d'émettre des billets au porteur de 1000, 500, 200, 100 et 50 francs algériens. Ces billets sont remboursables à vue au siège de la banque ou dans l'une de ses succursales. Un décret du 30 mars 1861 porte le capital de la banque à 10 millions de francs, représentés par 20 000 actions de cinq cents francs, et son privilège d'émission est reconduit. Après guerre, les trois partis de la résistance, le PCF, le SFIO et le MRP, demandent la nationalisation des grandes banques (loi du 2 décembre 1945), et de la Banque de l’Algérie. Par la loi no 46-1070 du 17 mai 1946, celle-ci est nationalisée puis, par loi no 49-49 du 12 janvier 1949, elle devient la Banque de l'Algérie et de la Tunisie. À la fin du protectorat de la Tunisie, les bureaux tunisiens ferment et la Banque de l'Algérie et de la Tunisie redevient Banque de l'Algérie le 1er août 1958. Le personnel sera muté et réparti entre l'Algérie et Paris.

## Sièges et succursales

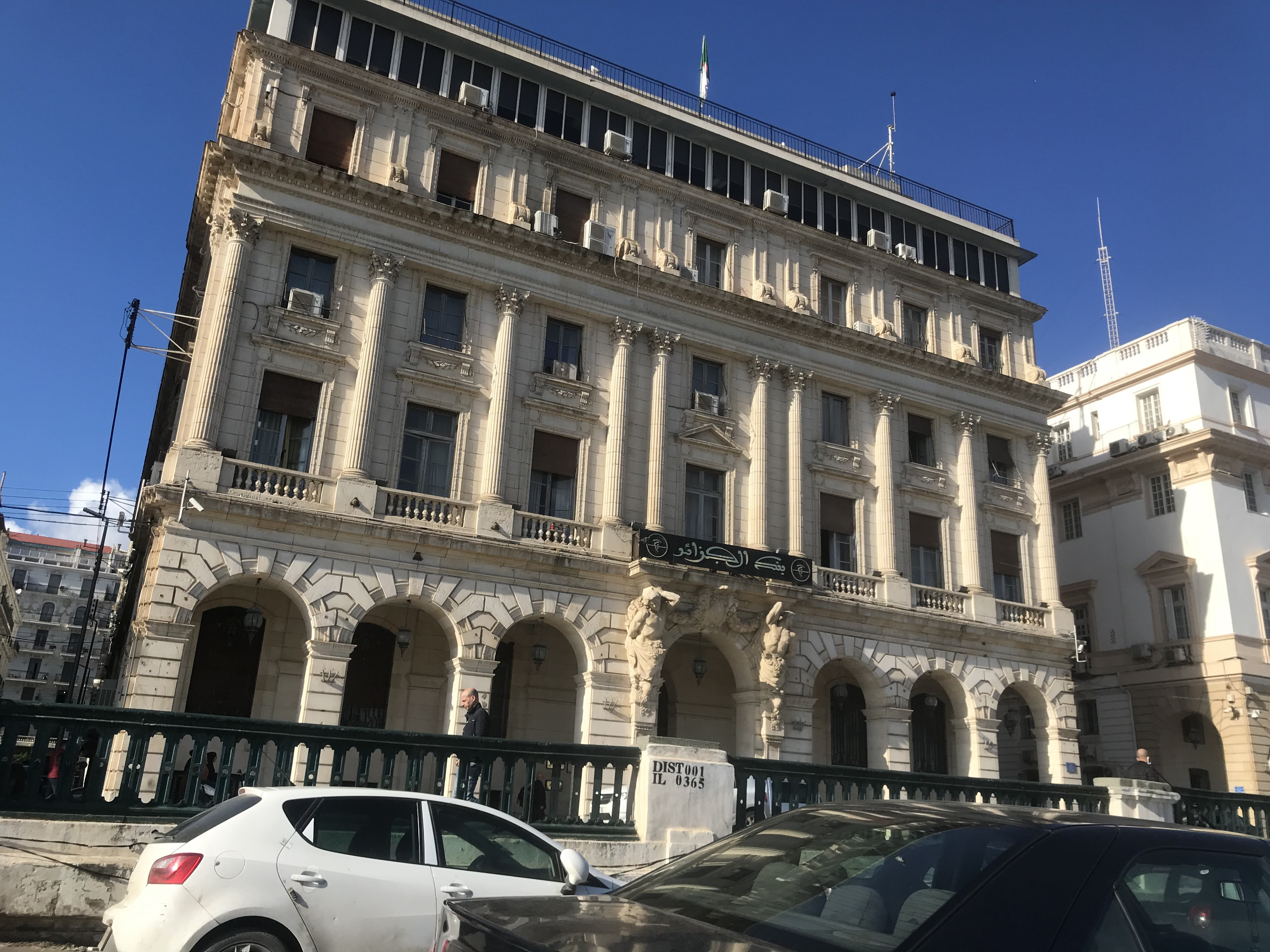
Siège social de la Banque de l'Algérie de 1915 à 1962, construit par Auguste Peters, actuellement situé 8 boulevard Zighoud-Youcef.

Le 1er novembre 1851, la Banque de l'Algérie s'installe à Alger dans un immeuble de la rue de la Marine. Elle y demeure jusqu'en 1868, date à laquelle son siège est transféré dans un hôtel édifié par l'architecte Alphonse Robinot-Bertrand sur le boulevard de l’Impératrice, devenu boulevard de la République, aujourd'hui boulevard Che-Guevara.  Par la suite, un nouveau bâtiment est construit en 1915 boulevard Carnot, actuel boulevard Zighoud-Youcef (au n°8) par Auguste Peters.

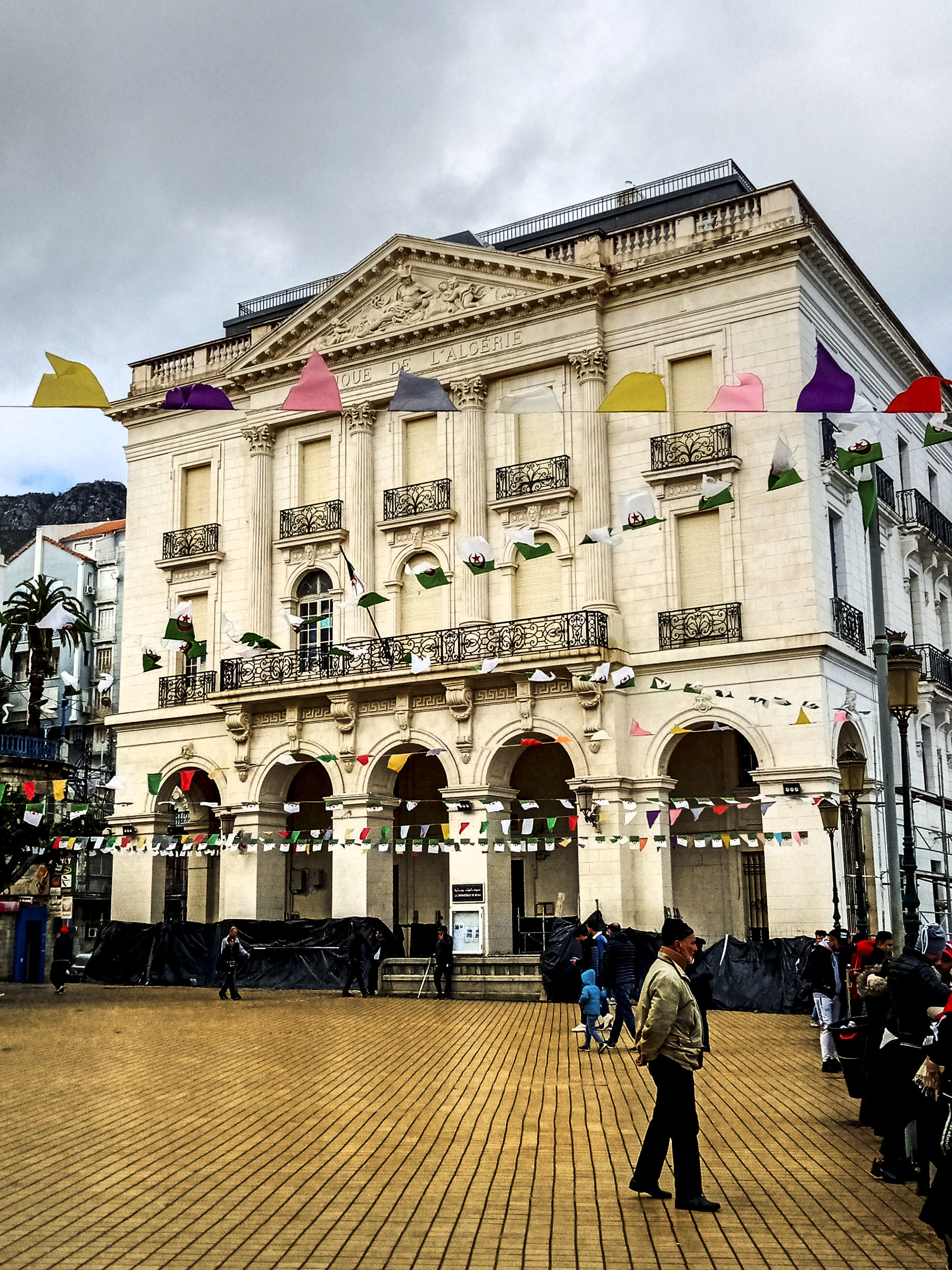
Succursale de Béjaia, place du 1er-Novembre.

À la suite de la modification des statuts, approuvée par la loi du 5 juillet 1900, son siège est transféré à Paris dans un hôtel particulier situé au 217, boulevard Saint-Germain et aujourd'hui occupé par la Maison de l'Amérique latine.
Un décret du 13 août 1853 autorise la banque à ouvrir une succursale à Oran ; un décret du 3 décembre 1856 l'autorise à en ouvrir une deuxième à Constantine ; et un décret du 22 avril 1875 l'autorise à en ouvrir deux autres, respectivement à Philippeville (auj. Skikda) et à Tlemcen. Par suite, vingt-neuf autres succursales ou bureaux sont ouverts : vingt-cinq en Algérie — à Bône (auj. Annaba), Guelma, Souk-Ahras, Affreville (auj. Khemis Miliana), Aumale (auj. Sour El-Ghozlane), Blida, Bouira, Boufarik, Maison-Carrée (auj. El-Harrach), Orléansville (auj. Chlef), Tizi-Ouzou, Médéa, Bougie (auj. Béjaïa), Bordj-Bou-Arreridj, Sétif, Batna, Mostaganem, Rélizane, Tiaret, Aïn-Témouchent, Saint-Denis-du-Sig (auj. Sig), Djidjelli (aul. Jijel), Sidi-Bel-Abbès, Mascara et Saïda — et quatre en Tunisie — à Tunis, Béja, Bizerte et Sousse.

## Privilège d'émission
La loi du 4 août 1851 concède à la Banque de l'Algérie le privilège d'émettre des billets de banque pour une durée de vingt ans. Ce privilège est ultérieurement renouvelé :
- par un décret du 15 janvier 1868 jusqu'au 1er novembre 1868 ;
- par une loi du 3 avril 1880 jusqu'au 1er novembre 1897 ;
- par une loi du 9 juillet 1897 jusqu'au 31 octobre 1899 ;
- par une loi du 8 juillet 1899 jusqu'au 30 octobre 1900 ;
- par une loi du 5 juillet 1900 jusqu'au 31 décembre 1920 ;
- par une loi du 29 décembre 1918 jusqu'au 31 décembre 1945.

Jusqu'en 1900, la banque n'exerce son privilège que sur le territoire de l'Algérie, émettant le franc algérien, mais à partir de la loi du 5 juillet 1900, les billets sont valables dans les autres territoires sous administration française. Par un décret beylical du 7 mai 1904, son privilège est étendu officiellement à la Tunisie, valant pour le franc tunisien.

## Convention de transfert
Le 31 décembre 1962 est signée une convention de transfert du privilège d'émission de la Banque de l'Algérie. Cette convention comporte deux convenances financières signées entre Ahmed Francis (ministre algérien des finances) et Jean-Marcel Jeanneney, une franco-algérienne, concernant les relations entre le Trésor algérien et le Trésor français, l'autre concernant le transfert à la Banque centrale d'Algérie du privilège d'émission de la Banque d'Algérie avec l'assistance technique de la Banque de France. Cette convention franco-algérienne a pour objet, l'organisation et le fonctionnement des services du trésor algérien.

## Interruption des activités et dissolution
Après l'indépendance de l'Algérie, les décrets no 63-321 du 27 mars 1963 et no 63-849 du 17 août 1963 permettent d’interrompre toute activité, avant qu'un décret du 10 décembre 1963 prononce sa dissolution au 31 décembre. Les 851 agents appartenant au personnel de la Banque de l'Algérie intègrent la banque de France et 1 420 bénéficieront de mesures de dégagement, c'est-à-dire qu'ils seront inscrits à la caisse de retraite.

## Gouverneurs
- Édouard Lichtlin : 1852 - 1859
- Auguste-Adolf Villiers : 1859 - 1868
- Dominique-Emile Vidaillon : par intérim 1868
- Ernest Chevallier[25] : ? - 1886
- Félix Nelson-Chiérico : 1886 - ?
- Amédée Rihouet : ? - 1898
- Marc Lafon : 1898 - 1903
- Jonnard : 1903 -
- Émile Moreau : 1911
- Lutaud : 1913
- Marcel Flouret : - 5 décembre 1952
- Jean Watteau : 5 décembre 1952[26] - 12 janvier 1962
- Gilles Warnier de Wailly : 12 janvier 1962[27] - 1963